# Carla McGhee
Carla Renee McGhee (Peoria, 6 maart 1968) is een voormalig Amerikaans basketbalspeelster. Zij won met het Amerikaans basketbalteam de gouden medaille tijdens de Olympische Zomerspelen 1996. Ook won ze met het nationale team in 1994 brons op het Wereldkampioenschap basketbal. 
McGhee speelde voor het team van de University of Tennessee. Ze speelde in de American Basketball League voor Atlanta Glory, voordat zij in 1999 haar WNBA-debuut maakte bij de Orlando Miracle. In totaal heeft ze 4 seizoenen in de WNBA gespeeld. Buiten de WNBA seizoenen speelde ze verschillende jaren in Duitsland, Spanje en Italië.
Tijdens de Olympische Zomerspelen 1996 in Atlanta won ze olympisch goud door Brazilië te verslaan in de finale. In totaal speelde ze 8 wedstrijden tijdens de Olympische Spelen en wist alle wedstrijden te winnen. 